# Ludwig Aschoff
Karl Albert Ludwig Aschoff (ur. 10 stycznia 1866 w Berlinie, zm. 24 czerwca 1942 we Fryburgu Bryzgowijskim) – anatomopatolog niemiecki, profesor uniwersytetu we Fryburgu.

## Życiorys
Uzyskał dyplom lekarza na Uniwersytecie w Bonn w 1889, w 1894 uzyskał habilitację z anatomii patologicznej i został asystentem w Instytucie Patologii w Getyndze pod kierunkiem Friedricha Daniela von Recklinghausena. W 1903 został profesorem patologii w Marburgu, a w 1906 otrzymał nominację na katedrę patologii na uniwersytecie we Fryburgu Bryzgowijskim, gdzie spędził resztę swojej kariery. Był od 1935 członkiem Polskiej Akademii Umiejętności.
Jego prace dotyczą między innymi automatyzmu serce (węzeł Aschoffa-Tawary) oraz zmian reumatycznych (guzki Aschoffa).